# Zeche Schöne Aussicht
Die Zeche Schöne Aussicht ist ein ehemaliges Steinkohlenbergwerk in Witten-Wartenberg. Das Bergwerk befand sich im Bereich der heutigen Wetterstraße. Das Stollenmundloch des Bergwerks befand sich 300 Meter südlich von der Zeche Bergmann. Das Bergwerk wurde während seiner rund 80-jährigen Geschichte mehrmals stillgelegt und wieder in Betrieb genommen.

## Bergwerksgeschichte
Am 24. Mai des Jahres 1840 wurde die Mutung eingelegt. Am 28. November des Jahres 1846 wurde ein Längenfeld für den Abbau im Flöz Neuflöz verliehen. Nach der Verleihung wurde begonnen, einen Stollen aufzufahren. In den Jahren vor 1886 wurde das Bergwerk vermutlich in unbedeutendem Umfang betrieben. Danach wurde das Bergwerk für einen längeren Zeitraum in Fristen gelegt. Ab dem Jahr 1892 war das Bergwerk wieder in Betrieb. Zu diesem Zeitpunkt war ein tonnlägiger Schacht vorhanden. Die 1. Sohle befand sich in einer Teufe von 64 Metern. Im Flöz Prudent wurde im Versuchsbetrieb abgebaut. Im Jahr 1893 lag das Bergwerk zeitweise still. Im darauffolgenden Jahr wurde zunächst noch abgebaut, im Laufe des Jahres 1894 wurde das Bergwerk erneut stillgelegt und erst im Jahr 1898 wieder in Betrieb genommen. Im darauffolgenden Jahr wurden schlechte Aufschlüsse getätigt. Aus diesem Grund wurde der Betrieb am 1. September desselben Jahres eingestellt. Am 7. August des Jahres 1900 wurde der Stollen wieder in Betrieb genommen. Es wurde ein Querschlag zum Flöz Schöne Aussicht aufgefahren.
Im Jahr 1901 betrug die Abbauhöhe oberhalb der Stollensohle 200 Meter flach. Am 1. Februar des darauffolgenden Jahres wurde das Bergwerk erneut stillgelegt. Im Jahr 1909 wurde das Bergwerk von der Zeche Bergmann übernommen. Nach dem Jahr 1912 war die Zeche Schöne Aussicht wieder selbständig. Im Jahr 1915 wurde das Bergwerk wieder in Betrieb genommen. Im Jahr 1919 waren ein tonnlägiger Schacht und ein Stollen vorhanden. Das Bergwerk wurde in diesem Jahr an die Gewerkschaft Herkules VIII aus Remscheid-Lennep verpachtet. Am 1. Mai des Jahres 1920 wurde die Zeche Schöne Aussicht endgültig stillgelegt.

## Förderung und Belegschaft
Die ersten bekannten Förder- und Belegschaftszahlen stammen aus dem Jahr 1892, in diesem Jahr wurden mit 14 Beschäftigten 510 Tonnen Steinkohle gefördert. Im Jahr 1894 wurde eine Förderung von 500 Tonnen Steinkohle erbracht. Im Jahr 1898 förderten elf Bergleute 408 Tonnen Steinkohle. Im Jahr 1901 wurden mit 21 Beschäftigten eine Förderung von 2357 Tonnen Steinkohle erbracht. Im Jahr 1915 wurden 3793 Tonnen Steinkohle gefördert, die Beschäftigtenzahl lag bei 18 Mitarbeitern. Im Jahr 1918 wurde die maximale Förderung des Bergwerks erzielt. Mit 32 Beschäftigten wurden 3885 Tonnen Steinkohle gefördert. Im Jahr 1920 waren noch 13 Beschäftigte auf dem Bergwerk, es wurden 647 Tonnen Steinkohle gefördert. Dies sind die letzten bekannten Förder- und Belegschaftszahlen des Bergwerks.